# Anna Mąka
Anna Mąka (* 22. Mai 1992 in Zakopane) ist eine polnische Biathletin.

## Karriere
Anna Mąka lebt in Zakopane und startet für BKS WP Kościelisko. Seit 2008 gehört sie dem polnischen Nationalkader an. Zwischen 2008 und 2013 nahm sie an fünf Juniorenweltmeisterschaften teil, einzig 2009 trat sie in diesen Jahren nicht an. 2008 startete sie in Ruhpolding einzig im Einzel und wurde 40. Zwei Jahre später lief sie ihre beste Junioren-WM und wurde in Torsby 12. des Einzel, 30. des Sprints, 14. der Verfolgung und mit Maria Bukowska und Monika Hojnisz Staffel-Sechste. Diese Platzierungen konnte sie bei den drei folgenden Weltmeisterschaften ebenso wenig wie bei den Juniorinnenrennen der Europameisterschaften 2012 in Osrblie bestätigen.
Im Leistungsbereich bei den Frauen startet Mąka seit 2008 im IBU-Cup. Das erste Rennen, einen Sprint in Obertilliach, beendete sie als 55. In Martell gewann sie 2011 bei einem Einzel ihre ersten und bisher einzigen Punkte in der zweithöchsten Rennserie im Biathlonsport. Erste internationale Meisterschaft wurden die Europameisterschaften 2014 in Nové Město na Moravě. Mąka wurde 44. in Einzel und Sprint sowie 46. im Verfolgungsrennen. Im Staffelrennen erreichte sie mit Maria Bukowska, Beata Lassak und Katarzyna Wołoszyn den elften Rang.
National gewann Mąka bei den Polnischen Meisterschaften im Biathlon 2011 mit der Vertretung von BKS WP Kościelisko an der Seite von Katarzyna Leja, Karolina Batożyńska und Kinga Mitoraj die Bronzemedaille im Staffelrennen, ein Jahr später wurde sie mit Maria Bukowska, Karolina Pitoń und Katarzyna Leja Vizemeisterin.

## Statistik

### Platzierungen im Biathlon-Weltcup
Die Tabelle zeigt alle Platzierungen (je nach Austragungsjahr einschließlich Olympische Spiele und Weltmeisterschaften).
- 1.–3. Platz: Anzahl der Podiumsplatzierungen
- Top 10: Anzahl der Platzierungen unter den ersten zehn (einschließlich Podium)
- Punkteränge: Anzahl der Platzierungen innerhalb der Punkteränge (einschließlich Podium und Top 10)
- Starts: Anzahl gelaufener Rennen in der jeweiligen Disziplin
- Staffel: inklusive Mixed- und Single-Mixed-Staffeln

| Platzierung              | Einzel | Sprint | Verfolgung | Massenstart | Staffel | Gesamt |
| ------------------------ | ------ | ------ | ---------- | ----------- | ------- | ------ |
| 1. Platz                 |        |        |            |             |         |        |
| 2. Platz                 |        |        |            |             |         |        |
| 3. Platz                 |        |        |            |             |         |        |
| Top 10                   | 1      |        |            |             | 6       | 7      |
| Punkteränge              | 3      | 2      | 1          | 1           | 26      | 33     |
| Starts                   | 12     | 21     | 3          | 1           | 26      | 63     |
| Stand: 30. November 2023 |        |        |            |             |         |        |